# جان راینهارت بلو
جان راینهارت بلو (John Rinehart Blue)‏ (۱۳ اکتبر ۱۹۰۵–۲۷ مه ۱۹۶۵)، افسر نظامی، آموزگار، تاجر و سیاستمدار آمریکایی در ایالت ویرجینیای غربی ایالات متحده بود. بلو عضو دموکرات مجلس نمایندگان ویرجینیای غربی بود و از سال ۱۹۵۳ تا سال ۱۹۵۹، نمایندهٔ شهرستان همپشر در مجلس نمایندگان بود.
بلو، نوهٔ ستوان جان مونرو بلو، یکی از اعضای سواره نظام یازدهم ویرجینیا در جریان جنگ داخلی آمریکا، در سال ۱۹۰۵ در شهر رامنی ایالت ویرجینیای غربی متولد شد. بلو در سال ۱۹۲۸ از کالج پرسبیترین فارغ شد و تحصیلات دانشگاهی خود را در مدرسه عالی دانشگاه ویرجینیای غربی به اتمام رساند. بلو در ارتش ایالات متحده نام‌نویسی کرد و از سال ۱۹۴۲ تا سال ۱۹۴۶ خدمت کرد و پس از خدمت نظامی به عنوان ستوان یکم در هنگ سی صدو نود و هشتم پیاده‌نظام نیروهای هوابرد، لشکر نیروهای هوابرد صدم ارتش ذخیره ایالات متحده، خدمت کرد. بلو از سال ۱۹۴۸ الی مرگش، در یک فروشگاه لوازم متفرقه و ارزان یا خرازی بنجامین فرانکلین در رامنی اداره می‌کرد. وی همچنین به عنوان مدیر مدارس ناشنوایان و نابینایان ویرجینیای غربی مدرسهٔ عالی برای نابینایان، خدمت کرد.
در ماه اوت سال ۱۹۵۳، ویلیام سی. مارلند، فرماندار ویرجینیای غربی، بلو را در کرسی خالی ویلیام ال. تامپسون در مجلس نمایندگان ویرجینیای غربی منصوب کرد و بلو در ماه دسامبر بعدی سوگند یاد کرد. در سال‌های ۱۹۵۴ و ۱۹۵۶ مجدداً در کرسی خود انتخاب شد؛ با این وجود در انتخابات مقدماتی حزب دموکرات در برابر ویلیام باسیل سلوناکر شکست خورد. بلو تلاش ورزید تا دوباره کرسی خود را بدست آورد، اما در انتخابات مقدماتی در برابر سلوناکر باخت. بلو به کار خود در فروشگاه بن فرانکلین ادامه داد و تا مرگش در سال ۱۹۶۵، در سازمان اجتماعی رامنی به فعالیت خود ادامه داد.

## اوایل زندگی و آموزش
جان راینهارت بلو در ۱۳ اکتبر سال ۱۹۰۵ در خانوادهٔ جان دوید بلو و خانمش مری بونکر راینهارت بلو، در شهر رامنی ایالت ویرجینیای غربی متولد شد. جان دوید بلو، پدر بلو یک بازرگان محلی بود که مدت ۲۵ سال به‌عنوان مدیر بورس کشاورزان رامنی خدمت کرد و پسر ستوان جان مونرو بلو یکی از اعضای برجستهٔ سواره نظام یازدهم ویرجینیا ارتش ایالات مؤتلفه در جریان جنگ داخلی آمریکا بود. مری بونکر راینهارت بلو، مادر بلو خانم خانه و عضو سازمان‌های محلی بود، از جمله انجمن زنان رامنی.
پس از آن بلو وارد کالج پرسبیترین درشهر کلینتون ایالت کارولینای شمالی شد که در این کالج عضو انجمن شمشیر بود و به عنوان سرجونه در سپاه آموزشی افسران احتیاط مدرسه خدمت کرد. بلو در سال ۱۹۲۸ با کسب مدرک کارشناسی از کالج پرسبیترین فارغ شد. بعدها تحصیلات دانشگاهی خود را در دانشگاه ویرجینیای غربی در شهر مرگنتاون ایالت ویرجینیای غربی تکمیل کرد.

## اوایل حرفه

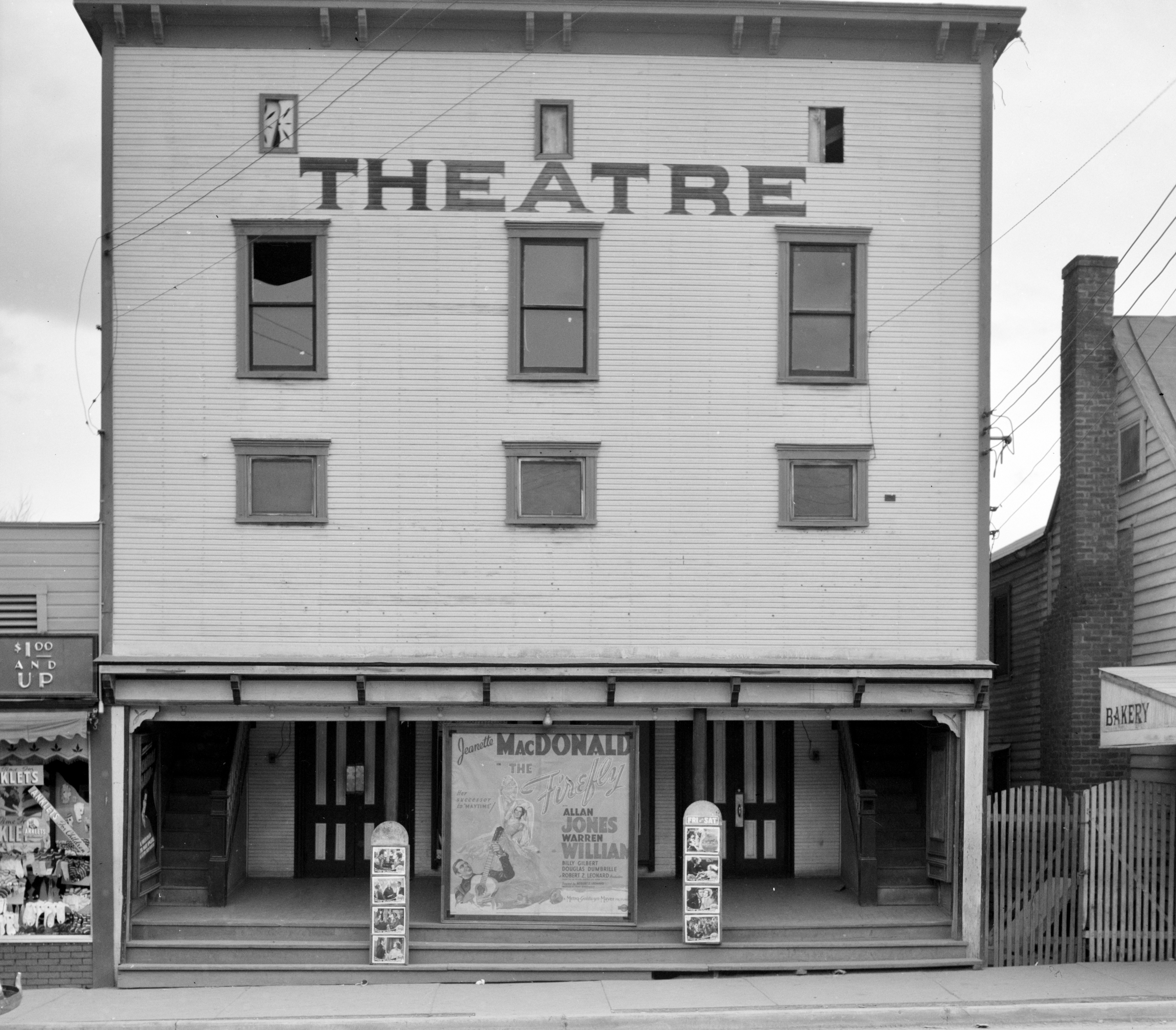
مدرسه عالی ناشنوایان در سال 1938

بلو در سال ۱۹۳۳ عضو مدرسهٔ عالی ناشنوایان مدارس ناشنوایان و نابینایان ویرجینیای غربی (WVSDB) شد. بعداً مدیر مدرسهٔ عالی ناشنوایان شد و تا ۳۰ ژوئن سال ۱۹۵۲ در این سمت خدمت کرد. بلو همزمان با خدمت در WVSDB، عضو کمیتهٔ سربازان پیش‌آهنگ شماره ۶۶ بود. بلو در سال ۱۹۶۰، برای سمت ریاست WVSDB در خواست داد اما درخواست وی رد شد.
بلو در جریان جنگ دوم جهانی در ۲۰ نوامبر سال ۱۹۴۲، در ۳۷ سالگی به عنوان سرباز وظیفه در ارتش ایالات متحده در شهر کلارکسبرگ ویرجینیای جنوبی نام‌نویسی کرد. پس از نام‌نویسی، وارد ارتش ایالات متحده در شهر کلوبوس ایالت اوهایو شد. در ماه مه سال ۱۹۴۶ در درجهٔ ستوان یکم خدمت در وظیفه فعال ارتش را ترک کرد. بلو بعدها به عنوان ستوان یکم در گروهان G، هنگ سی صدو نود و هشتم پیاده‌نظام نیروهای هوابرد و لشکر نیروهای هوابرد صدم ارتش ذخیره ایالات متحده، خدمت کرد.
بلو در ماه اکتبر سال ۱۹۴۸ فروشگاه جی. دبلیو. جکسون را خریداری کرد، این فروشگاه یک فروشگاه لوازم متفرقه و ارزان یا خرازی بن فرانکلین بود که در ساختمان آبی پدرش، جان دوید بلو در خیابان اصلی واقع رامنی واقع بود. ساختمان آبی بعداً به‌خاطر ساخت رستوران پایونیر، از بین برده شد. بلو بین سال‌های ۱۹۵۵ و ۱۹۵۶ فروشگاه بن فرانکلین را در یک ساختمان سه طبقه‌ای در خیابان اصلی که قبلاً سالن تئاتر رامنی بود، جابجا کرد. پس از مرگ بلو، فروشگاه بن فرانکلین، تحت مالکیت و ادارهٔ همسرش مادلین درآمد تا این‌که فعالیتش متوقف شد و در سال ۱۹۹۱ بسته شد.

## حرفهٔ سیاسی
پس از استعفای ویلیام ال. تامپسون از مجلس نمایندگان ویرجینیای غربی در ۲۸ ماه اوت سال ۱۹۵۳، ویلیام سی. مارلند، فرماندار ویرجینیای غربی، در ۲۳ سپتامبر سال ۱۹۵۳ بلو به نمایندگی از شهرستان همپشر در کرسی خالی تامپسون منصوب کرد که الی پایان همان دوره در ۳۰ نوامبر سال ۱۹۵۴ در این مجلس خدمت کرد. بلو در ۸ دسامبر سال ۱۹۵۳، به‌عنوان نمایندهٔ مجلس سوگند یاد کرد.
بلو در ماه مه سال ۱۹۵۴ برای انتخاب مجدد در کرسی خود در مجلس در انتخابات مقدماتی حزب دموکرات ثبت نام کرد. در ماه اوت سال ۱۹۵۴، رای‌دهندگان حزب دموکرات شهرستان همپشر وی را به نامزدی انتخاب مجدد بر کرسی نمایندگی خود نامزد کردند و ۷۲۹ رای در مقایسه با ۵۳۶ رای جیمز دبلیو. شارت و ۵۱۷ رای هارولد ال. واکر، رقبای دموکرات خود از منطقهٔ رامنی، بدست آورد. متعاقباً بلو در ۲ نوامبر سال ۱۹۵۴ برای کسب کرسی خود در مجلس وارد رقابت در انتخابات عمومی شد و با کسب ۱۸۵۹ رای در مقایسه با ۱۳۵۵ رای رقیبش ارل ای. لوی اهل آگوستا کاندید جمهوری‌خواه، برنده شد. به‌عنوان بخشی از یک سروی مجلس قانون‌گذاری ویرجینیای غربی از نهادهای ایالت، بلو در سال ۱۹۵۵ در ترکیب یک هیئت برای بررسی کالج ایالتی پوتوماک، شرکت ورزید.
بلو برای انتخاب مجدد در کرسی خود، در انتخابات مقدماتی حزب دموکرات در سال ۱۹۵۶، کاندید شد. در انتخابات مقدماتی ماه مه سال ۱۹۵۶ برنده شد و در ماه نوامبر سال ۱۹۵۶ با کسب ۲٬۸۰۴ رای در برابر ۱٬۷۳۸ رای، بر بن. اف سلان اهل اسلینزویل رقیب جمهوری‌خواه خود غلبه کرد و مجدداً در کرسی خود انتخاب شد. در ماه ژوئیه سال ۱۹۵۷، در کمیتهٔ بانکلی مجلس نمایندگان معرفی شد. بلو در انتخابات مقدماتی حزب دموکرات در سال ۱۹۵۸ برای درج نامش در برگهٔ رای‌دهی ثبت نام کرد، اما بعداً در انتخابات مقدماتی در برابر ویلیام باسل سلوناکر اهل دیلونز ران شکست خورد و سلوناکر اهل دیلونز برندهٔ کرسی بلو در انتخابات عمومی سال ۱۹۵۸ شد. بلو در انتخابات سال ۱۹۶۲ تلاش ورزید تا کرسی خود در مجلس نمایندگان را دوباره بدست آورد، ولی با کسب ۵۷۹ رای در بدل ۱۴۳۰، در انتخابات مقدماتی حزب دموکرات در مقابل سلوناکر نمایندهٔ آن زمان، شکست خورد. در ماه فوریه سال ۱۹۶۰، برای کاندیداتوری سمت کلانتری شهرستان همپشر در انتخابات مقدماتی حزب دموکرات ثبت نام کرد. فرماندار والی بارون، در ۲۴ اوت سال ۱۹۶۲ بلو را در کمیتهٔ آموزش حفاظت خاک منصوب کرد. کمیتهٔ مذکور به هدف توضیح «فهم، دانش و شناخت اهمیت» منابع طبیعی ایالت، ایجاد شده بود.

## کتابشناسی
- McLendon, M. M., ed. (1927). PAC SAC 1927. Vol. 14. Clinton, South Carolina: The Senior Class of the Presbyterian College. Retrieved January 18, 2021 – via Internet Archive.
- Myers, J. Howard, ed. (1954). West Virginia Blue Book (PDF). Vol. 38. Charleston, West Virginia: Jarrett Printing Company. ISSN 0364-7323. OCLC 1251675. Archived (PDF) from the original on January 3, 2021. Retrieved January 3, 2021 – via West Virginia Legislature.
- Myers, J. Howard, ed. (1955). West Virginia Blue Book (PDF). Vol. 39. Charleston, West Virginia: Jarrett Printing Company. ISSN 0364-7323. OCLC 1251675. Archived (PDF) from the original on January 3, 2021. Retrieved January 3, 2021 – via West Virginia Legislature.
- Myers, J. Howard, ed. (1957). West Virginia Blue Book (PDF). Vol. 41. Charleston, West Virginia: Jarrett Printing Company. ISSN 0364-7323. OCLC 1251675. Archived (PDF) from the original on October 16, 2020. Retrieved January 3, 2021 – via West Virginia Legislature.